# Matt Deakin
Matt Deakin (født 20. maj 1980 i San Francisco, Californien, USA) er en amerikansk tidligere roer, olympisk guldvinder og dobbelt verdensmester.
Deakin vandt en guldmedalje ved OL 2004 i Athen, som del af den amerikanske otter. Udover Deakin bestod bådens besætning af Wyatt Allen, Jason Read, Chris Ahrens, Joseph Hansen, Dan Beery, Beau Hoopman, Bryan Volpenhein og styrmand Cipollone. Amerikanerne sikrede sig guldmedaljen foran Holland og Australien, der vandt henholdsvis sølv og bronze. Det var hans eneste OL-deltagelse.
Deakin vandt desuden to verdensmesterskaber, et i firer med styrmand ved VM 2003 i Italien og et i otter ved VM 2005 i Japan.

## OL-medaljer
- 2004:  Guld i otter